# Kaxuyana
I Kaxuyana  sono un gruppo etnico del Brasile che ha una popolazione stimata in 350 individui (2009).

## Lingua
Parlano la lingua Kaxuyana, lingua che appartiene alla famiglia linguistica Karib. Si auto-identificano con il termine Purehno ma, a partire dagli anni sessanta del XX secolo, sono stati conosciuti come "Kaxuyana" o "Caxuiana", "Katxuyana". Il termine sta a indicare, letteralmente, gli abitanti del fiume Cachorro: Yana (persone) che abitano il fiume kaxuru (Cachorro), un affluente del Trombetas. Negli anni sessanta, dopo il crollo demografico provocato da malattie trasmesse dalla popolazione non indigena, il numero di coloro che parlavano Kaxuyana è sceso a meno di 100. Negli anni settanta i bambini e i membri più giovani cominciarono ad imparare esclusivamente la lingua Tiriyó. Alcuni parlano anche il portoghese.

## Insediamenti
Vivono negli stati brasiliani di Amapá, Amazonas e Pará. Sono stanziati in tre aree distinte: sulle rive del fiume Cachorro, affluente che sfocia nel fiume Trombetas a nord-ovest dello stato del Pará, nella zona dei fiumi Nhamundá e Mapuera, dove vivono accanto ai Waiwai e agli Hixkariyana, nella zona occidentale del Pará, e nel Parco Nazionale di Tumucumaque, dove vivono insieme ai Tiriyó, all'estremo nord del Pará.